# Guillaume Schnaebelé

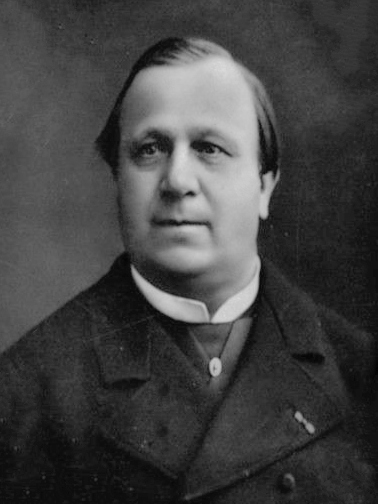
Guillaume Schnaebelé.

Guillaume Schnaebelé o Wilhelm Schnäbele (nacido en 1831 en Eckbolsheim, cerca de Estrasburgo - muerto el 5 de diciembre de 1900 en Nancy) fue un oficial francés de origen alsaciano conocido por ser arrestado por los alemanes en abril de 1887 en el llamado incidente o caso Schnaebelé que casi llevó a la guerra entre Francia y Alemania. Quien causó el incidente y porqué sigue en especulación, pero es generalmente creído que el canciller alemán Otto von Bismarck personalmente tuvo participación en el incidente, por varias posibles motivaciones: hostigar a Francia para que esta declarase la guerra; o, medir la extensión del apoyo francés al boulangismo; o, crear una situación tensa con Francia para forzar la renovación de la alianza germano-rusa de neutralidad que estaba bajo debate en la corte rusa.
En Francia, este y varios otros incidentes que involucraron al general Georges Ernest Boulanger son parte de lo que es conocido como el caso Boulanger, una serie de problemas para el en aquellos tiempos recientemente formado gobierno de la Tercera República francesa que casi llevan a un golpe de Estado, amenazando la propia existencia de la República con una dictadura militar.

## El caso Schnaebelé

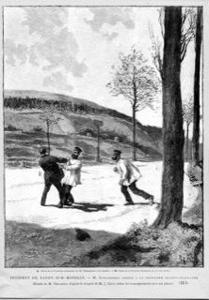
Ilustración: Schnaebelé siendo llevado a la frontera por dos policías secretos alemanes disfrazados.

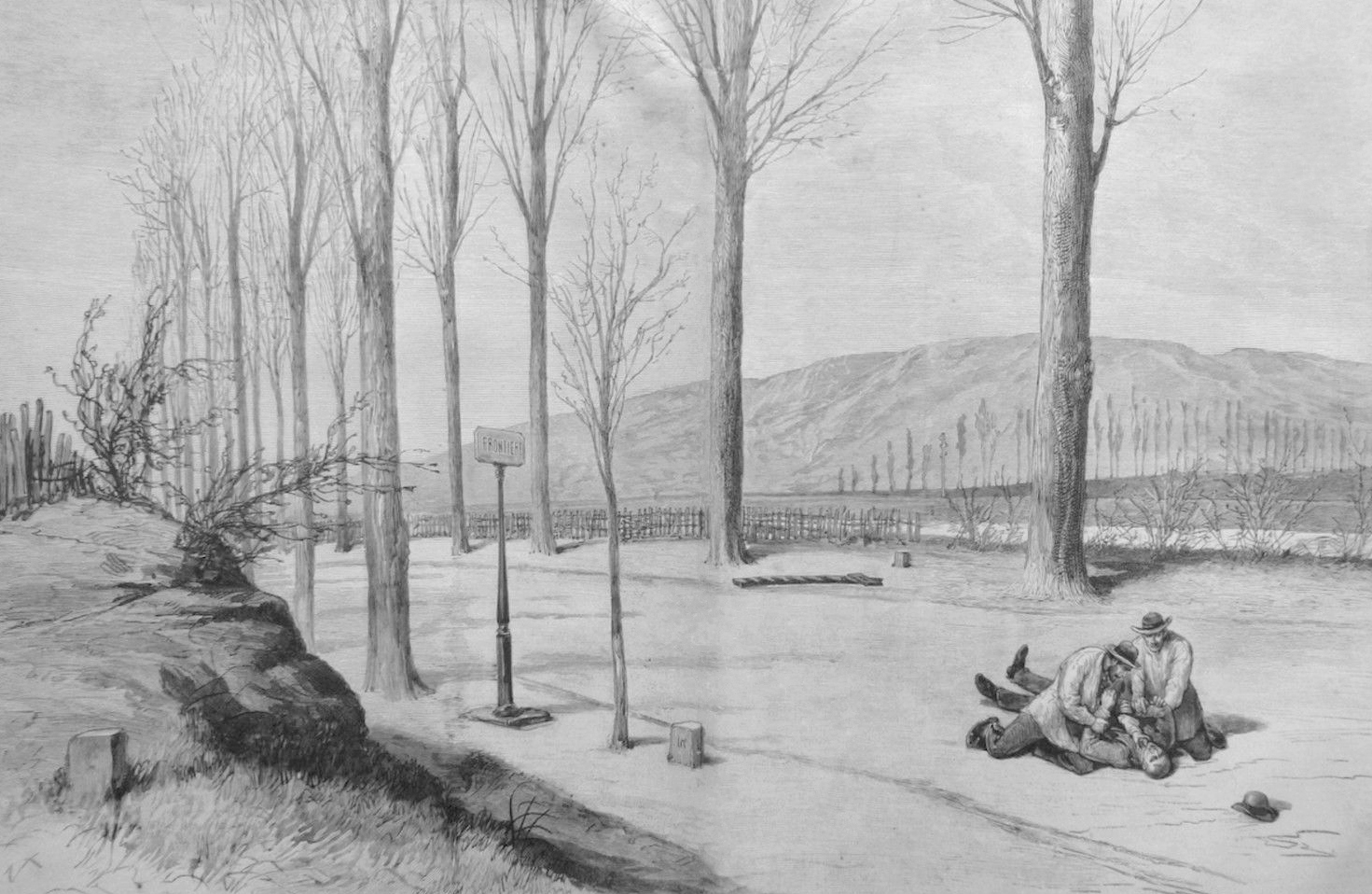
Ilustración: Schnaebelé es llevado por sus agresores al lado alemán de la frontera. Nótese el marcador de la frontera en el borde izquierdo del camino.

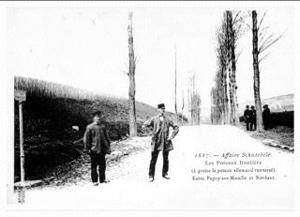
Fotografía tomada poco después, mostrando la frontera marcada por el poste en el lejano borde izquierdo.

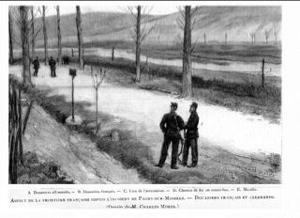
Después del incidente, oficiales de aduana franceses miran la frontera, marcada por el poste a la izquierda.

El 21 de abril de 1887, la agencia de prensa francesa Havas publicó un despacho especificando que Schnaebelé, un inspector de policía francés de nivel medio y desconocido, había sido arrestado por dos agentes de la policía secreta alemana en la frontera franco-alemana cerca de Pagny-sur-Moselle, cuando estaba yendo a Ars-sur-Moselle para una reunión con el inspector de policía alemán allí, a petición de este último. Una disputa le siguió en cuanto a si el arresto tuvo lugar en territorio francés o alemán (ver "Informe del incidente"); pero a pesar de todo, los franceses reclamaron que en tales circunstancias Schnaebelé tenía derecho a la inmunidad en territorio alemán, ya que él había sido invitado a una conferencia por oficiales alemanes. La razón dada por las autoridades alemanas para el arresto fue que en una investigación previa en cargos de prácticas traidoras contra varios alsacianos, las pruebas habían mostrado que Schnaebelé estaba involucrado en la transmisión a París de información acerca de las fortalezas alemanas, proporcionada por alsacianos a sueldo del gobierno francés, y que una orden había sido dada para arrestarlo si hubiese sido encontrado en tierra alemana. En otras palabras, los alemanes creían que Schnaebelé era un espía.
Una semana después de su arresto, el 28 de abril, Schnaebelé fue puesto en libertad por orden del emperador alemán Guillermo I. En un despacho de la misma fecha al embajador francés en Berlín, Bismarck expuso que aunque el gobierno alemán consideraba, en vista de las pruebas de culpabilidad, que el arresto era completamente justificado, se consideró oportuno poner en libertad a Schnaebelé porque las reuniones de negocios entre oficiales de frontera "deben siempre ser consideradas como protegidas por un salvoconducto mutuamente asegurado." De esta manera terminó el incidente Schnaebelé.
El incidente de una semana de duración, entre el 21 y el 28 de abril de 1887, tuvo tanto lenguaje amenazante y provocativo de ambos lados como para causar una seria amenaza de guerra. Una gran parte de la prensa alemana exigió que Alemania no hiciera concesiones. En Francia, el gabinete votó por 6 a 5 contra un ultimátum exigiendo la liberación de Schnaebelé con una disculpa, lo cual casi seguro habría significado la guerra, como lo que sucedió con el Telegrama de Ems en 1870. El ultimátum había sido propuesto por el ministro de Guerra francés, Georges Ernest Boulanger, quien también presentó un proyecto de ley para movilizar un cuerpo de ejército.
Después de la liberación de Schnaebelé y de la carta de Bismarck, muchos en el público francés pensaron que Bismarck se echó atrás porque le tuvo miedo a Boulanger, lo que aumentó la creciente estrella de Boulanger como héroe nacional y reforzó su imagen como "vengador" de Francia frente a Alemania. Sin embargo fue en verdad un problema para el gobierno republicano, que sabía que el ejército francés no estaba mejor que en 1870, cuando Alemania rápidamente lo derrotó en la guerra franco-prusiana, el antagonismo de Boulanger contra Alemania durante esta crisis de una semana de duración fue realmente un peligro para la Tercera República francesa. Por esta y otras razones, el 7 de julio de 1887 Boulanger tuvo que dejar de ser Ministro de Guerra y fue enviado por el gobierno a un puesto provincial para ser olvidado, pero poco antes de marcharse la multitud admiradora intentó detener su tren para que no dejara París - leal a las órdenes militares, él partió igual en una locomotora.
Las razones del arresto y de la liberación de Schnaebelé nunca fueron enteramente explicadas pero hay teorías. Elie de Cyon sostuvo que Bismarck provocó el incidente intencionalmente (por razones explicadas abajo); que el zar Alejandro III, temiendo por la paz de Europa, escribió una carta autógrafa a Guillermo I con respecto al asunto, y que el Kaiser, pasando por encima de la autoridad del canciller Bismarck, ordenó la liberación de Schnaebelé. Varios políticos franceses de la época sospecharon que el incidente era un experimento calculado por Bismarck para medir la profundidad del sentimiento antialemán en Francia, un medio de probarlo era por un incidente, que pudo ser cerrado en cualquier momento con una simple disculpa sin alguna conmoción a la dignidad nacional alemana, si Boulanger tenía suficientes partidarios en la opinión pública para hacer del boulangismo un peligro real a la paz. En Alemania el incidente ocurrió durante un momento en que Bismarck estaba intentando forzar una nueva y muy costosa ley militar ante el Reichstag, y se ha especulado ocasionalmente que era necesario avivar la amenaza de guerra para justificar los nuevos impuestos. Sin embargo, el proyecto de ley fue aprobado el 11 de marzo, tres semanas antes de que Schanaebelé cruzara la frontera.
Bismarck pudo haber estado intentando agitar un conflicto con Francia antes de que el tratado de neutralidad de Alemania con Rusia expirara ese año (firmado en 1881 y renovado en 1884) - Alemania sabía por experiencia que no podría permitirse una guerra con Francia sin una Rusia neutral o aliada. Rusia solamente permanecería neutral si la responsabilidad del estallido de la guerra fuera de los franceses, como sucedió en 1870. Cuando el gobierno francés no cedió y presentó una causa irrefutable, fallando en responsabilizar a los franceses, Bismarck supo por anterior experiencia que no podría contar con la neutralidad de Rusia si el conflicto se producía, y tuvo que echarse atrás: Schnaebelé fue liberado. Con respecto a los rusos, Bismarck pudo haber buscado crear una situación tensa con Francia para contrarrestar el partido paneslavista en Rusia, que en ese momento estaba ejerciendo presiones sobre el gabinete del emperador ruso para no renovar la alianza germano-rusa.

## Informe del incidente
Según un informe el incidente ocurrió como sigue: Era un día fresco y Schnaebelé llevaba abrigo y sombrero de copa. Caminó con paso ligero en el camino que llevaba de Nancy (Francia) a Metz (Mosela en la Lorena germanófona, en aquel entonces dentro del Imperio Alemán). El camino estaba solitario. A su izquierda había dos hermanos franceses trabajando en un viñedo. A su derecha había un grupo de trabajadores del ferrocarril alemanes fuera de vista pero dentro de la distancia para escuchar. Gautsch, su colega alemán de Ars-sur-Moselle que él suponía encontrar no estaba a la vista. Schnaebelé pensó si Gautsch decidió no ir al encuentro. Schnaebelé esperó impacientemente, a pocos pasos del lado alemán. Repentinamente, un hombre que llevaba una guerrera gris aparece del lado alemán, saluda a Schnaebelé, luego se abalanza hacia él, intentando llevarlo a Alemania. Schnaebelé resiste con éxito pero entonces un segundo hombre que llevaba guerrera gris aparece. Regresando unos pocos pasos en territorio francés, Schnaebelé gritó (en idioma alemán): "¿qué quieren de mí? soy Guillaume Schnaebelé, Comisario Especial de Pagny. ¡Estoy aquí en mi país! esta es la frontera". Sus dos atacantes no le prestaron atención y continuaron luchando cuerpo a cuerpo con él en la frontera. Los dos granjeros franceses no intervinieron, pero los seis trabajadores del ferrocarril alemanes al escuchar los gritos de ayuda aparecieron. Pero lo que ellos vieron los disuadió de actuar: los dos agresores se quitaron sus guerreras y se pudo ver que llevaban uniformes de la policía alemana. Todo quedó entonces perfectamente claro. Ellos le pusieron las esposas a Schnaebelé por la muñeca y lo llevaron a pie al pueblo de Noveant y luego en tren a Metz. Allí fue metido en la prisión y mantenido incomunicado.

## Biografía
Guillaume Schnaebelé o Wilhelm Schnäbele fue un alsaciano nacido en 1831 en Eckbolsheim. Después de la guerra franco-prusiana y la posterior anexión de Alsacia por parte de Alemania en 1871, él emigró a Francia, probablemente cambiando la ortografía de su nombre en consecuencia. Sirvió en la guerra y fue nombrado Caballero de la Legión de Honor. Después del incidente de 1887 fue trasladado a un puesto en Laon. Murió el 5 de diciembre de 1900 en Nancy.
En 2005, como parte de la llegada del TGV a Pagny-sur-Moselle, un puente fue llamado Schnaebelé.